# Ad Hermes
Adrianus Johannes (Ad) Hermes (Breda, 27 augustus 1929 - Veghel, 31 januari 2002) was een Nederlands politicus. Hermes was lid van de Tweede Kamer en staatssecretaris voor het Christen-Democratisch Appèl (CDA).
Ad Hermes was een katholieke wiskundeleraar, die zich via de gemeentepolitiek van Beverwijk in de Tweede Kamer ontwikkelde tot een gedreven onderwijsdeskundige. Grote bestuurlijke verdiensten voor het jeugdwerk. Had als staatssecretaris van Onderwijs in de kabinetten-Van Agt een belangrijk aandeel in de totstandkoming van de Wet op het basisonderwijs. Keerde na zijn staatssecretariaat nog twaalf jaar terug in de Kamer.

## Loopbaan
- planning-assistent Koninklijke Nederlandse Hoogovens- en Staalfabrieken (N.V. Breedband), vanaf 1954
- lid gemeenteraad van Beverwijk, van 2 september 1958 tot mei 1974
- wethouder (van onderwijs en culturele zaken) van Beverwijk, van 2 september 1958 tot januari 1972 (tevens locoburgemeester)
- lid Tweede Kamer der Staten-Generaal, van 11 mei 1971 tot 9 januari 1978
- staatssecretaris van Onderwijs en Wetenschappen (belast met basisonderwijs en de verzorgingsstructuur), van 4 januari 1978 tot 4 november 1982
- lid Tweede Kamer der Staten-Generaal, van 10 juni tot 11 september 1981
- lid Tweede Kamer der Staten-Generaal, van 16 september 1982 tot 17 mei 1994

## Partijpolitieke functies
- lid bestuur KVP afdeling, van 1956 tot 1958
- lid dagelijks bestuur KVP, van 1969 tot 1972
- lid partijbestuur KVP, omstreeks 1971
- lid bestuur KVP kamerkring Noord-Holland-Zuid, omstreeks 1972
- voorzitter KVP afdeling Haarlem
- voorzitter KVP kamerkring Noord-Holland
- voorzitter CDA fractiecommissie Onderwijs

## Nevenfuncties
- lid structuurcommissie Nederlandse Katholieke Schoolraad
- voorzitter Regionaal instituut openbaar onderwijs Midden Kennermerland, van 1968 tot 1972
- lid bestuur Stichting Mater Amabiliswerk
- lid bestuur instituut ziektekostenvoorziening ambtenaren
- lid curatorium Katholieke Leergangen, omstreeks oktober 1986 en nog in maart 1992
- voorzitter begeleidingsorgaan voor internaten voor schippers- en kermisjeugd, omstreeks oktober 1986 en nog in maart 1993
- adviseur Doveninstituut Sint Michielsgestel, omstreeks april 1989 en nog in maart 1993
- voorzitter bestuur T.H. Rijswijk, van 1 april 1993 tot 31 januari 2002

## Gedelegeerde commissies
- voorzitter bijzondere commissie voor de Nota Hoger Onderwijs in de Toekomst (Tweede Kamer der Staten-Generaal), van december 1975 tot januari 1978

## Opleiding(en)
- R.K. lagere school
- m.u.l.o.-a
- m.u.l.o.-b te Breda
- h.b.s.-b te Nijmegen, tot juni 1948
- M.O.-wiskunde

## Activiteiten

### als parlementariër
- Was onderwijs-woordvoerder van de KVP- en CDA-Tweede Kamerfracties
- Behoorde in 1977 tot de minderheid van zijn fractie die tegen een motie-Kosto stemde over het benoemen van mannen en vrouwen in rijksfuncties
- Was in 1991 woordvoerder van zijn fractie bij de behandeling van het wetsvoorstel inzake de basisvorming.

### als bewindspersoon
- Had als staatssecretaris een groot aandeel in de totstandkoming van de Wet op het basisonderwijs in 1981
- Bracht in 1981 een wet tot stand waardoor de regering tijdelijk meer greep kreeg op scholenbouw in het kleuter- en lager onderwijs. Daarmee wordt een wettelijke basis gegeven aan een in december 1978 via circulaires ingezet beleid om nieuwbouw te beperken.

## Adressen
- Beverwijk, Populierenlaan 4, omstreeks 1967
- Beverwijk, Bullerlaan 12, omstreeks 1971 en nog in 1976
- Heiloo, Oosterzijweg 7 tot 1989
- Heerhugowaard, Weidemolen 44, vanaf 1989
- Veghel, Vlas en Graan 53

## Ridderorde
- Grootofficier in de Orde van Oranje-Nassau (9 december 1982)

- Biografisch Portaal: 67413059
- International Standard Name Identifier: 0000 0003 9443 2500
- Nederlandse Thesaurus van Auteursnamen: 071816615
- Parlement.com: vg09llenznwm
- Virtual International Authority File: 288873560
- WorldCat: E39PBJt8dkFcYYJY36c3DVyw4q